# 카나틱 전쟁
틀:전역상자 7년 전쟁
카나틱 전쟁(Carnatic Wars)는 18세기에 인도 남부에서 영국령 인도의 거점이었던 마드라스와 프랑스령 인도의 거점인 퐁디셰리 사이에 세 차례에 걸쳐서 전개된 전쟁이다. 여기에 언급된 카르나타카 지역은 현재의 아라비아해에 접한 카르나타카 지방과는 달리 안드라프라데쉬 지방과 타밀 지방의 일부를 가리킨다. 또한 ‘카나틱’이 영어식 발음이기 때문에 나타카 전쟁이라고도 불린다.
유럽의 오스트리아 왕위 계승 전쟁과 7년 전쟁과 연계되어 인도 남부에서 인도 남부 동해안의 무역 거점과 화물의 집산지를 놓고 경쟁을 벌였으며, 오스트리아 왕위 계승 전쟁 후에도 계속되었다. 결국 영국 측의 승리로 끝났다.

## 제1차 카나틱 전쟁
17세기 후반에 절정기를 맞았던 무굴 제국도 1707년에 아우랑제브가 사망하면서 분열로 치달았다. 덩달아 영국 동인도 회사는 마드라스에 본사를 두고, 프랑스 동인도 회사는 퐁디셰리를 거점으로 함께 세력을 확장하며 싸웠다.
무굴 제국의 분열이 가속화된 1713년 이후는 카르나타카 태수가 제국에서 사실상 독립하여 카르나타카 지역을 지배하고 있었다.

## 제2차 카나틱 전쟁
제1차 전쟁이 종결된 같은 해 데칸의 하이데라바드 왕국에서는 아사프 자 1세가 사망하고 아들인 나시르 장과 손자인 무자파 정이 왕위를 다투고 있으며, 조제프 프랑수아 뒤플렉스는 이에 주목했다.

## 제3차 카나틱 전쟁
1756년 8월 유럽에서 7년 전쟁이 발발하면 1758년에 인도 남부에서 영국과 프랑스 간에 의한 제3차 카나틱 전쟁이 발발했다.

## 전후
영국은 무함마드 알리 칸에게 군사적 원조를 했지만, 그 원조 비용은 무함마드 알리 칸이 부담하는 것으로 되어 있었다. 제3차 전쟁에서는 태수의 영토를 보전했다고 해서 영국이 그 지불을 요구하자 카르나타카 지방 정부는 영국에 거액의 빚을 떠안게 되었다.

## 같이 보기
- 프랑스령 인도
- 하이데르 알리